# Proyecto de reforma constitucional en Venezuela de 2017
El proyecto de reforma constitucional de 2017 fue una propuesta realizada por el gobierno de Nicolás Maduro, el primer proyecto de este tipo durante su mandato, ocurrido en el contexto de la crisis institucional y las protestas de ese año en Venezuela. El proyecto estuvo planteado como la segunda modificación a la constitución actual de 1999 desde la enmienda de 2009, sin embargo, no se concretó; la Asamblea Nacional Constituyente alargó sus funciones hasta 2020, cuando fue disuelta sin proponer cambios constitucionales.

## Contexto histórico

### Crisis institucional de 2017
La crisis institucional de Venezuela, iniciada el 2017 y zanjada en 2023, son los hechos que la Asamblea Nacional venezolana y la Fiscalía General para entonces consideran una "ruptura del hilo constitucional" en ese país, a raíz de que el Tribunal Supremo de Justicia (TSJ) dictó la sentencia 156 mediante la cual se atribuye a sí mismo las funciones de la Asamblea Nacional (AN) y se extienden los poderes del presidente de la República, Nicolás Maduro,[cita requerida] según la Sala Constitucional «hasta que persista la situación de desacato» del parlamento.
La Fiscal General Luisa Ortega Díaz, representante del Ministerio Público (MP), manifestó su desacuerdo ante las medidas, adoptadas por el alto tribunal tachándolas de "ruptura del orden constitucional", lo que fue entendido como un "breve conflicto" entre los poderes públicos tradicionalmente aliados al Poder Ejecutivo Nacional.

### Asamblea Nacional Constituyente de 2017
La Asamblea Nacional Constituyente de 2017 fue la asamblea constituyente, encargada de redactar una nueva Constitución para Venezuela que finalmente no presentó, ni discutió, asumiendo facultades plenipotenciarias por encima de los demás poderes públicos del Estado. Su vigencia abarcó más de 3 años, desde el 4 de agosto de 2017 hasta el 18 de diciembre de 2020. Fue promovida por el mandatario Nicolás Maduro el 1 de mayo de 2017 mediante decreto presidencial N° 2830, el cual contemplaba la convocatoria y las bases comiciales.
Después de su establecimiento, muchos países, incluyendo los miembros del Grupo de Lima y de la Unión Europea, desconocieron a la asamblea. Sin embargo, países aliados del gobierno venezolano reconocieron los resultados, incluyendo a Bolivia, Cuba, Irán, Nicaragua, Rusia y Siria.
El 30 de julio fueron realizadas elecciones para escoger a los 545 constituyentes que la conformarían y el 4 de agosto se instaló formalmente en el Salón Elíptico del Palacio Federal Legislativo (también sede de la Asamblea Nacional).

## Proyecto de reforma constitucional
El 23 de abril de 2017 Maduro leyó públicamente un documento del expresidente Hugo Chávez donde este se refería a "refundar la república a través de una Asamblea Nacional constituyente". El 2 de junio el gobierno anunció la redacción de una nueva constitución por parte de los 545 miembros de la ANC, y el 28 de julio se anunció que la Carta Magna resultante sería sometida a un referéndum. Maduro declaró en un discurso televisado que los cambios propuestos servirían para la construcción “de una paz verdadera”.
Finalmente, la ANC fue disuelta en diciembre de 2020 sin impulsar ningún cambio a la constitución; sus funciones estuvieron enfocadas en la legislación en un choque de poderes contra la Asamblea Nacional y el levantamiento de la inmunidad parlamentaria a decenas de diputados opositores.

## Reacciones
La fiscal general de la República, Luisa Ortega Díaz, se mostró en contra de la iniciativa sin una consulta popular previa, así como distintos sectores de la oposición; el presidente de la Asamblea Nacional, Julio Borges, declaró: "Maduro acaba de matar y asesinar el legado de Hugo Chávez a Venezuela que era la Constitución".